# Bree Desborough
Bree Desborough es una actriz australiana, más conocida por haber interpretado a Justine Welles en la serie Home and Away.

## Carrera
En 1996 interpretó a Sally en un episodio de la serie policíaca Water Rats. El 5 de junio de 1997 se unió al elenco de la popular y exitosa serie australiana Home and Away, donde interpretó a Justine Welles hasta el 7 de abril de 2000.
En 2002 se unió al elenco recurrente de la serie Always Greener, donde interpretó a Shelley Southall hasta 2003. En 2009 apareció como invitada en la serie médica All Saints, donde interpretó a Claudia.

## Filmografía[2]
Series de televisión
| Año         | Serie                          | Personaje        | Notas                            |
| ----------- | ------------------------------ | ---------------- | -------------------------------- |
| 2009        | All Saints                     | Claudia          | episodio "Behind Closed Doors 3" |
| 2006        | The Smart Woman Survival Guide | Registradora     | episodio "Basic Instinct"        |
| 2002 - 2003 | Always Greener                 | Shelley Southall | 17 episodios                     |
| 1997 - 2000 | Home and Away                  | Justine Welles   | 101 episodios                    |
| 1996        | Water Rats                     | Sally            | episodio "V.I.P."                |
| 1995        | G.P.                           | Tanya            | episodio "Trapped"               |

Películas
| Año  | Título                    | Personaje       | Notas                                                                                                |
| ---- | ------------------------- | --------------- | --- |
| 2012 | Bathing Franky            | Susie           | junto a Jancita Day, Shaun Goss & Brendan Madigan                                                    |
| 2009 | I Wish I Were Stephanie V | Angela Matthews | junto a Clayton Watson, Kain O'Keefe, Chloe Traicos & Hazem Shammas                                  |
| 2007 | Curse of the Iron Mask    | Ivory           | junto a Karyn Michelle Baltzer, Jason Winn Bareford & Tea Cheney                                     |
| 2005 | The Intruder              | Angela          | corto - junto a Asher Keddie, Dennis Linehan & Martin Terry                                          |
| 2004 | Salem's Lot               | Sandy McDougall | junto a Rob Lowe, Donald Sutherland, Samantha Mathis, Robert Mammone, Penny McNamee & Brendan Cowell |
| -    | Max                       | -               | cortometraje                                                                                         |
| -    | Spazz                     | -               | cortometraje                                                                                         |
| -    | Hurt                      | -               | cortometraje                                                                                         |
| -    | Look Into My Eyes         | -               | cortometraje                                                                                         |

Titiritera
| Año  | Película              | Notas              |
| ---- | --------------------- | ------------------ |
| 2008 | Looking for a Monster | corto - titiritera |

Teatro
| Año  | Obra              | Personaje | Director (a) | Teatro          | Notas                                                           |
| ---- | ----------------- | --------- | ------------ | --------------- | --------------------------------------------------------------- |
| 2007 | Hell Hath No Fury | -         | Wayne Tunks  | Newtown Theatre | junto a Marion Baird, Emily Beale, Felicity Burke & Emma Harris |

## Premios y nominaciones
| Año  | Categoría                        | Premio      | Serie         | Resultado |
| ---- | -------------------------------- | ----------- | ------------- | --------- |
| 1999 | Most Popular New Talent - Female | Logie Award | Home and Away | Nominada  |